# Gシリーズ (小説)
『Gシリーズ』（G series）は、講談社より発行されている森博嗣による推理小説のシリーズである。シリーズの名前の由来はギリシャ文字を示すGreekから取ったものと言われる。

## 概要
従来のノベルス版では2段組だったものが、Gシリーズは1段組となっている。各作品とも300ページ程で文量としては少ない。
『S&Mシリーズ』、『Vシリーズ』の後に出版された。『Xシリーズ』とは途中同時進行での刊行となる。本シリーズは全12作と2008年12月31日に浮遊工作室で告知されている。
物語の流れとしては加部谷恵美から聞いた事件を海月及介が説明の意を込めて解くというもの、そして一連の事件の黒幕・核心に徐々に迫るというものであったが、S&Mシリーズの西之園萌絵をはじめ犀川創平や、Vシリーズの瀬在丸紅子といった探偵キャラクターの登場頻度が増えていき、群像劇として加部谷が狂言回しのような役割を担っている。
一話完結をせず、あくまでシリーズとして刊行順に話が進んでいたり、時系列が大きく進むのも特徴。
『S&Mシリーズ、Vシリーズ、四季シリーズ』サーガに連なる物語であり、後半は『百年シリーズ（およびWシリーズ）』とも関連している。2015年10月から始まったWシリーズとの関係性が森博嗣のコメントで明らかになっている。

## 主な登場人物
加部谷恵美（かべや めぐみ）
私立C大学の学生。S&Mシリーズの『幻惑の死と使途』にて初登場した（このときは中学生）。明るい性格で自分で自分を突っ込む節がある。外見は大学生に見えず、またアニメ声であり幼く見えるためか周りからよく茶化される。萌絵自身や萌絵のお嬢様生活に憧れを抱いており彼女の行動・言動を逐一観察している。ちなみに大学へは実家から自転車で通学。海月の表情を読める1人である。後に三重県庁の職員となり、建築学会員となる。
山吹早月（やまぶき さつき）
私立C大学の大学院生。『四季 秋』にて初登場。よくゼミに顔を出す。性格は温和で面倒見が良く、人付き合いが上手い。同人誌の好きな姉がいる。加部谷曰く「自殺するときは1人人知れず樹海に入っていくタイプ」で、軽くSっ気があるのではないかと恵美には思われている。白刀島出身。海月とは島で中学生時代に一年間だけ同級生だった。海月の表情を読める1人である。博士課程中の大学院では犀川の研究室に居た。後に三重県M大学の助教授となる。加部谷とは同じ町に住んでいる。
海月及介（くらげ きゅうすけ）
私立C大学の学生。山吹と同い年だが大学に入る前に三年間海外で過ごしたため、加部谷と同学年である。博識であり感情の起伏がなく普段からノンフィクションものを読んでいる。非常に無口ではあるが話をするときは理路整然と話す。本作品での事件の真相の語り役。好きな料理はカレー。よく山吹の部屋に上がり寝泊りしている。山吹曰く、たまに一週間ほど行方しれずになる。時折、萌絵に興味がある素振りを見せており、そのことに加部谷は興味を抱いている。西之園萌絵や反町愛からは、犀川創平との共通点があることを指摘されている。後に萌絵を追う形で東京W大学に転入し、同研究室に在籍。
雨宮純（あめみや　じゅん）
加部谷の同級生で友人。美人で明るい性格。「ηなのに夢のよう」から登場。東海四県ネットのテレビ局に就職しレポーターをしている。那古野で暮らしている。
沓掛（くつかけ）
警視庁警部。公安。真賀田四季を追う。
赤柳初朗（あかやなぎ はつろう）
中年の私立探偵。当初、加部谷や山吹の前に現れたときはあまりの胡散臭さに非常に怪しまれていたが、舟元と同じアパートに住んでいることもあり次第に打ち解けていった。このシリーズにおけるギリシャ文字の関連性を調べるにつれて真賀田四季に興味を抱くようになり自主的に調査をしている。保呂草とは昔からの友人であり、瀬在丸紅子とも知人。第3作で変装を見破られている。
椙田泰男（すぎた やすお）
美術品鑑定人。赤柳と知人。Xシリーズほか登場。
国枝桃子（くにえだ ももこ）
私立C大学で勤務しており本シリーズでは助教授に昇進している。犀川より4歳若い。S＆Mシリーズと比較すると、感情が見えやすくなってる。ケーキが好き。
反町愛（そりまち　あい）
N大病院の研修医。萌絵とは高校の同級生で、一年浪人したために萌絵と同じ同期。通称ラブちゃん。『幻惑の死と使途』から登場。
金子勇二（かねこ ゆうじ）
萌絵の同級生。萌絵の1歳上である。『詩的私的ジャック』から登場。本シリーズでは建設会社に就職し、海外勤務をしていた。髭を生やすようになった。
島田文子（しまだ　あやこ）
真賀田研究所で主任として働いていた研究員、プログラマ。S＆Mシリーズでは『すべてがFになる』『有限と微小のパン』に登場。今作での登場は「キウイγ（ガンマ）は時計仕掛け」からだが存在自体はそれまでにも書かれている。日本科学大学の助教授として働いていたが、のちに転職し香港に移り住む。
瀬在丸紅子（せざいまる べにこ）
自称・引き籠りの科学者。萌絵と真賀田四季について情報交換をしている。たびたび警察に協力要請をされている。
西之園萌絵（にしのその もえ）
国立N大学ドクターコースの学生。国枝との合同研究の都合上、ほぼ毎日C大学の国枝ゼミに顔を出す。後に東京W大学で准教授となる。過去の経歴から警察に捜査協力を頼まれている。S&Mシリーズでは解決をしていない自らの過去と内面に、向き合うこととなる。
犀川創平（さいかわ そうへい）
国立N大学建築学科の助教授。萌絵に引っ張られ事件解決にたびたび協力をしている。真賀田四季関連の事件に関して、警視庁公安に協力をしている。
真賀田四季（まがた しき）
シリーズの鍵を握る存在である、「人類のうちで最も神に近い」と言われる天才プログラマー。警察に追われている。『すべてがFになる』で起きた事件の影響で、世間から再度注目を浴びている。
その他S&Mシリーズ、Vシリーズからの人物も登場する。

## シリーズ作品
φ（ファイ）は壊れたね PATH CONNECTED φ BROKE
旧友のマンションを訪ねた山吹はそこで奇妙な事件に遭遇した。まるでおもちゃ箱のように、過剰なまでに彩られた部屋の中で、背中に羽を生やした男の死体が宙吊りにされていたのだ。現場は密室、そしてその密室には一部始終を捉えた『φは壊れたね』と銘打たれたビデオテープが残されていた。
θ（シータ）は遊んでくれたよ ANOTHER PLAYMATE θ
那古野で起こった転落事件。死体の額には口紅でギリシャ文字の「θ」が描かれていた。最初は飛び降り自殺とされたその事件だが、その後も相次いで「θ」の描かれた転落事件が発生した。1人目の自殺者のパソコンには、『θ』という名の、人工知能と会話の出来るサイトへのアクセス履歴があった。
τ（タウ）になるまで待って PLEASE STAY UNTIL τ
超能力者・神居静哉の別荘である伽羅離館（がらりかん）。山吹、海月、加部谷の三人は、赤柳探偵に誘われて、森の中に佇むその洋館へと訪れる。その後嵐に見舞われた館で起こった密室殺人の被害者は、死の直前に『τになるまで待って』というラジオドラマを聞いていた。
ε（イプシロン）に誓って SWEARING ON SOLEMN ε
偶然同時期に上京していた山吹と加部谷は、東京から那古野への帰路で同じバスに乗ることになった。しかし、2人が乗ったバスは発車して程なく1人の男にジャックされてしまった。バスの乗客名簿には『εに誓って』という名の宗教団体の名が記されていた。
λ（ラムダ）に歯がない λ HAS NO TEETH
実験のためにT建設を訪れていた国枝研究室の面々は、そこの研究所で奇妙な事件に遭遇した。密室状態の部屋の中で、歯を全て抜かれた4人の男が銃殺されていたのだ。被害者のポケットには『λに歯がない』と書かれたメモが入っていた。
η（イータ）なのに夢のよう Dreamily in spite of η
通常では考えられない、地上12メートルの松の枝で発見された首吊り死体。現場近くの神社では『ηなのに夢のよう』と書かれた絵馬が発見された。その後も奇妙な場所での首吊り自殺が立て続けに発生していく中、西之園は反町愛の恋人である金子から両親の飛行機事故の真相を知らされる。
目薬α（アルファ）で殺菌します Disinfectant α for the eyes
神戸で見つかった劇薬入りの目薬、『α』。時を同じくして那古野では、『α』を握り締めた男の変死体を加部谷が発見した。事件の裏で見え隠れする真賀田四季の存在。『φ』から始まる一連のギリシャ文字の事件は果たして繋がっているのか。
ジグβ（ベータ）は神ですか Jig β Knows Heaven
大学を卒業しそれぞれの道を進んでいた加部谷たちは、夏休みを使い芸術家たちが集う、三重県にある宗教施設〈美之里〉で、ある探偵と再会を果たす。探偵は『β』と名乗る教祖の調査中だったところ、全裸で棺に入れられラッピングされた変死体を発見。そして加部谷たちは芸術家が作った「人形」を発見する。その人形と真賀田四季の関係性とは一体なんなのか。
キウイγ（ガンマ）は時計仕掛け Kiwi γ in clockwork
建築学会での発表のため加部谷らは国枝桃子と伊豆の日本科学大学に向かっていた。一方会場には『γ』と書かれプルトップが差し込まれたキウイが届き、その夜に同じキウイを持った男に学長が射殺された。同じく訪れていた犀川と萌絵は警察に協力することになる。そして萌絵はあのとき妃真加島に居た懐かしい人物と再会する。
χ（カイ）の悲劇 The Tragedy of χ
島田文子は香港を拠点とする仕事に就いていた。ある日、島田は殺人事件に遭遇する。関係者として、予期せず警察に協力することになってしまう。果たして事件の背景には、なにが起こっているのか。島田は真相に近づいていく。
ψ（プサイ）の悲劇 The Tragedy of ψ

## 書籍情報
1. φは壊れたね
  - 講談社ノベルス 2004年9月 ISBN 4-06-182392-2
  - 講談社文庫 2007年11月 ISBN 978-4-06-275898-7
2. θは遊んでくれたよ
  - 講談社ノベルス 2005年5月 ISBN 4-06-182431-7
  - 講談社文庫 2008年1月 ISBN 978-4-06-276007-2
3. τになるまで待って
  - 講談社ノベルス 2005年9月 ISBN 4-06-182451-1
  - 講談社文庫 2008年7月 ISBN 978-4-06-276107-9
4. εに誓って
  - 講談社ノベルス 2006年5月 ISBN 4-06-182485-6
  - 講談社文庫 2009年11月 ISBN 978-4-06-276498-8
5. λに歯がない
  - 講談社ノベルス 2006年8月 ISBN 4-06-182498-8
  - 講談社文庫 2010年3月 ISBN 978-4-06-276608-1
6. ηなのに夢のよう
  - 講談社ノベルス 2007年1月 ISBN 978-4-06-182514-7
  - 講談社文庫 2010年8月 ISBN 978-4-06-276705-7
7. 目薬αで殺菌します
  - 講談社ノベルス 2008年9月 ISBN 978-4-06-182612-0
  - 講談社文庫 2012年12月 ISBN 978-4-06-2774420
8. ジグβは神ですか
  - 講談社ノベルス 2012年11月 ISBN 978-4-06-182856-8
  - 講談社文庫 2015年10月 ISBN 978-4-06-293216-5
9. キウイγは時計仕掛け
  - 講談社ノベルス 2013年11月 ISBN 978-4-06-182898-8
  - 講談社文庫 2016年11月 ISBN 978-4-06-293541-8
10. χの悲劇
  - 講談社ノベルス 2016年5月 ISBN 978-4-06-299073-8
  - 講談社文庫 2019年5月 ISBN 978-4-06-514253-0
11. ψの悲劇
  - 講談社ノベルス 2018年5月 ISBN 978-4-06-299122-3
  - 講談社文庫 2021年6月 ISBN 978-4-06-522756-5

## リンク
- 浮遊工作室 (ミステリィ制作部) G series  - 作者による解説